# أشرفي

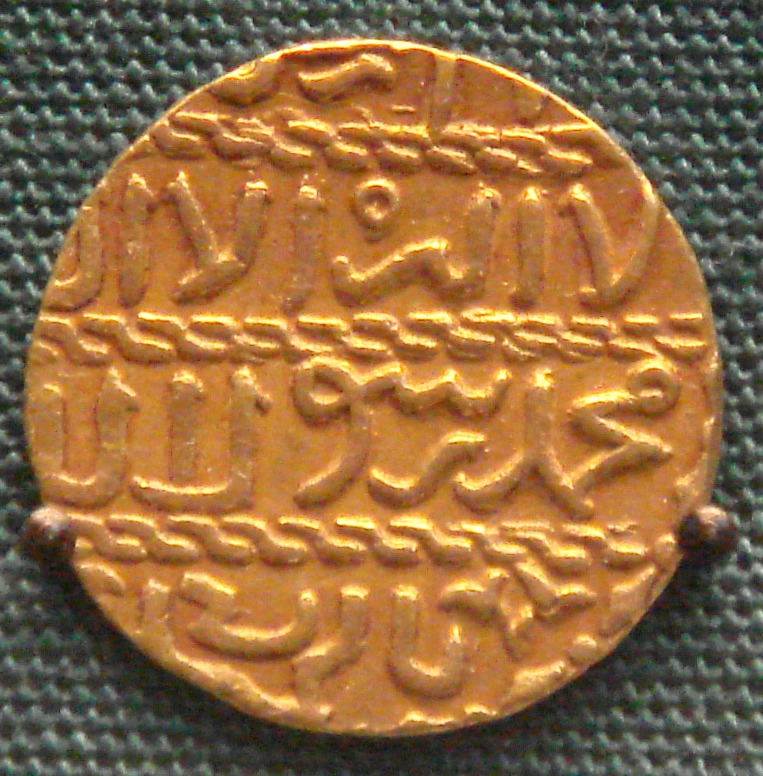
ذهب اشرفي (المتحف البريطاني).

الأشرفي هو عملة ذهبية تعود للقرن الخامس عشر جرى التعامل بها في بعض المناطق الإسلامية في الشرق الأوسط وآسيا الوسطى وجنوب آسيا.
سُكّ الأشرفي لأول مرة عام 1407 في مصر المملوكية، وسمي بهذا الاسم نسبة إلى السلطان المملوكي الأشرف (1422-1438 م)، ومن خصائصها أنها عملة ذهبيبة تزن 40.3 غرام متساوية في الحجم والشكل.

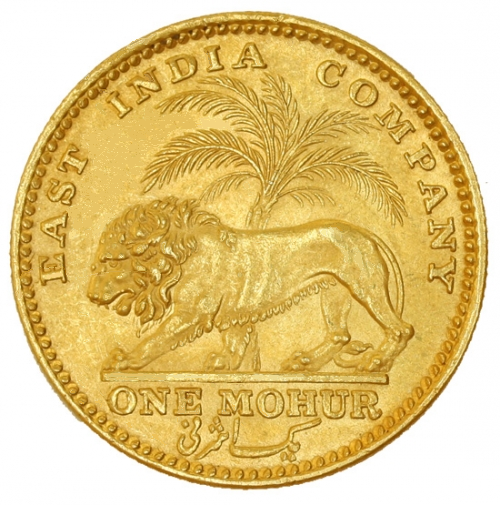
عملة الموهر الذهبية (1841).